# Torneo Clausura 2024 (Guatemala)
El Torneo Clausura 2024 fue el 50° torneo corto del fútbol guatemalteco, dando finalización a la temporada 2023−24 de la Liga Nacional de Fútbol de Guatemala.
El torneo mantuvo el cambio de formato respecto a la edición anterior con el fin de aligerar la carga de partidos y alinearse a las recomendaciones FIFA, reduciendo las fechas regulares de 22 a 16, y los partidos de 132 a 96.
Fue el tercer torneo corto bajo la denominación de Liga Guate Banrural por fines de patrocinio.
El campeón del torneo fue el Municipal y tanto este como Antigua GFC clasificaron a la Copa Centroamericana de Concacaf 2024.

## Sistema de competición

### Fase de clasificación
Los 12 equipos participantes se dividen en dos grupos de seis equipos cada uno. Dentro de cada grupo, los equipos jugarán todos contra todos a visita recíproca a lo largo de 10 fechas; tras finalizar esas 10 fechas, se jugarán otros 6 partidos, cada equipo jugará un partido contra cada uno de los seis equipos que forman parte del grupo opuesto al suyo, jugando tres partidos de local y tres partidos de visitante. Lo anterior se contabiliza en 16 fechas de 6 partidos cada una, para un total de 96 partidos clasificatorios. Se utiliza un sistema de puntos, que se presenta así:
- Por victoria, se obtendrán 3 puntos.
- Por empate, se obtendrá 1 punto.
- Por derrota no se obtendrán puntos.

Los partidos que conformen cada fecha, así como el orden de estos serán definidos por sorteo antes de comenzar la competición.
Al finalizar las 16 jornadas, la tabla se ordenará con base en los clubes que hayan obtenido la mayoría de puntos, en caso de empates, se toman los siguientes criterios:
1. Puntos
2. Puntos obtenidos entre los equipos empatados
3. Diferencial de goles
4. Goles anotados
5. Goles anotados en condición visitante.

### Fase final
Al finalizar las 16 fechas totales, los primeros 8 equipos de la tabla general clasifican a la fase final.
Los ocho clubes calificados para esta fase del torneo serán reubicados de acuerdo con el lugar que ocupen en la tabla General al término de la fecha 16, con el puesto del número uno al club mejor clasificado, y así hasta el número 8. Los partidos a esta fase se desarrollarán a visita, en las siguientes etapas:
- Cuartos de final
- Semifinales
- Final

Los partidos de cuartos de final se jugarán de la siguiente manera:
2.° vs 7.°
3.° vs 6.°
4.° vs 5.°
En las semifinales participarán los cuatro clubes vencedores de cuartos de final, reubicándolos del uno al cuatro, de acuerdo a su mejor posición en la tabla General de clasificación al término de la jornada 22 del torneo correspondiente, enfrentándose:
2.° vs 3.°
Finalmente, en la final se enfrentan los dos vencedores de las rondas semifinales. El ganador de la serie final será proclamado como campeón de liga y clasificará a la Copa Centroamericana de Concacaf 2024.

## Equipos participantes

### Localización
| Equipos por departamento | Equipos por departamento | Equipos por departamento | Equipos por departamento |
| Departamento             | N.º                      | Equipos                  | Mapa |
| ------------------------ | ------------------------ | ------------------------ | --- |
| Guatemala                | 3                        | Comunicaciones           | Comunicaciones Mixco Municipal Coatepeque Xelajú MC Antigua GFC Achuapa Cobán Imperial Guastatoya Malacateco Xinabajul Zacapa |
| Guatemala                | 3                        | Mixco                    | Comunicaciones Mixco Municipal Coatepeque Xelajú MC Antigua GFC Achuapa Cobán Imperial Guastatoya Malacateco Xinabajul Zacapa |
| Guatemala                | 3                        | Municipal                | Comunicaciones Mixco Municipal Coatepeque Xelajú MC Antigua GFC Achuapa Cobán Imperial Guastatoya Malacateco Xinabajul Zacapa |
| Quetzaltenango           | 2                        | Coatepeque Xelajú MC     | Comunicaciones Mixco Municipal Coatepeque Xelajú MC Antigua GFC Achuapa Cobán Imperial Guastatoya Malacateco Xinabajul Zacapa |
| Sacatepéquez             | 1                        | Antigua GFC              | Comunicaciones Mixco Municipal Coatepeque Xelajú MC Antigua GFC Achuapa Cobán Imperial Guastatoya Malacateco Xinabajul Zacapa |
| Jutiapa                  | 1                        | Achuapa                  | Comunicaciones Mixco Municipal Coatepeque Xelajú MC Antigua GFC Achuapa Cobán Imperial Guastatoya Malacateco Xinabajul Zacapa |
| Alta Verapáz             | 1                        | Cobán Imperial           | Comunicaciones Mixco Municipal Coatepeque Xelajú MC Antigua GFC Achuapa Cobán Imperial Guastatoya Malacateco Xinabajul Zacapa |
| El Progreso              | 1                        | Guastatoya               | Comunicaciones Mixco Municipal Coatepeque Xelajú MC Antigua GFC Achuapa Cobán Imperial Guastatoya Malacateco Xinabajul Zacapa |
| San Marcos               | 1                        | Malacateco               | Comunicaciones Mixco Municipal Coatepeque Xelajú MC Antigua GFC Achuapa Cobán Imperial Guastatoya Malacateco Xinabajul Zacapa |
| Huehuetenango            | 1                        | Xinabajul Huehue         | Comunicaciones Mixco Municipal Coatepeque Xelajú MC Antigua GFC Achuapa Cobán Imperial Guastatoya Malacateco Xinabajul Zacapa |
| Zacapa                   | 1                        | Zacapa                   | Comunicaciones Mixco Municipal Coatepeque Xelajú MC Antigua GFC Achuapa Cobán Imperial Guastatoya Malacateco Xinabajul Zacapa |

### Información de equipos
| Equipo           | Entrenador               | Ciudad              | Estadio                                                     | Capacidad     | Fundación      | Patrocinadores | Kit          | Televisora      |
| ---------------- | ------------------------ | ------------------- | ----------------------------------------------------------- | ------------- | -------------- | --- | ------------ | --------------- |
| Achuapa          | Rónald Gómez             | El Progreso         | Winston Pineda                                              | 6,000         | 1932 (93 años) | Ver lista MUNI El Progreso Banrural                                                                                  | Guza−Sport   |                 |
| Antigua GFC      | Dwight Pezzarossi        | Antigua Guatemala   | Pensativo                                                   | 10,000        | 1959 (66 años) | Ver lista Municipalidad AG Betcris Bantrab Glucosoral                                                                | NINO         | Logo-tigosports |
| Coatepeque       | Silvio Fernández         | Coatepeque          | Israel Barrios                                              | 20,000        | 1967 (58 años) | Ver lista Starbus Bantrab Glucosoral                                                                                 | Nevimar      | Facebook Live   |
| Cobán Imperial   | Adrián García Arias      | Cobán               | José Ángel Rossi                                            | 7,000         | 1936 (89 años) | Ver lista Municipalidad Cobán Domino's Pizza Bantrab Pepsi Mayafert Betcris Alutech                                  | MG Sports    | Logo-tigosports |
| Comunicaciones   | Iván Sopegno             | Ciudad de Guatemala | Doroteo Guamuch Flores Cementos Progreso (desde jornada 14) | 27,000 17,000 | 1949 (76 años) | Ver lista Z Gas Banrural Gana 777                                                                                    | Kelme        | Logo-tigosports |
| Guastatoya       | Roberto Montoya          | Guastatoya          | David Cordón Hichos                                         | 3,100         | 2010 (15 años) | Ver lista Top 1 Oil Banrural MUNI Guastatoya SISTECOM                                                                | Guza−Sport   |                 |
| Malacateco       | Gabriel Pereyra          | Malacatán           | Santa Lucía                                                 | 5,500         | 1962 (63 años) | Ver lista ACREDICOM Farmacias Batres Grupo Santa Lucía StarBus MUNI Malacatán Banrural Betcris                       | Silver Sport |                 |
| Mixco            | Fabricio Benítez         | Mixco               | Santo Domingo                                               | 5,200         | 1964 (58 años) | Ver lista Top 1 Oil Z Gas MUNI Mixco Banrural                                                                        | JM12         |                 |
| Municipal        | Sebastián Bini           | Ciudad de Guatemala | El Trébol                                                   | 7,500         | 1936 (89 años) | Ver lista Z Gas Banrural Betcris                                                                                     | Umbro        | Logo-tigosports |
| Xelajú MC        | Marvin Amarini Villatoro | Quetzaltenango      | Mario Camposeco                                             | 11,400        | 1942 (83 años) | Ver lista Betcris Banrural Pepsi Elektra                                                                             | Kelme        | Logo-tigosports |
| Xinabajul Huehue | Pablo Centrone           | Huehuetenango       | Los Cuchumatanes                                            | 5,433         | 1980 (42 años) | Ver lista Muni Huehue Clínica Integral SIV EOM Banrural Power Gym Cristóbal Colón Distribuidora Karen FFACSA StarBus | Orion        | Logo-tigosports |
| Zacapa           | Adrián Fernández         | Zacapa              | David Ordóñez Bardales                                      | 8,500         | 1951 (73 años) | Ver lista WinOnFire Domino's Pizza Agua Purificada El Petón Puresa Vega Moscoso                                      | Guza−Sport   |                 |

### Grupos
Según calendarización, cada equipo jugará dos veces (una como local y otra como visitante) contra cada uno de sus cinco rivales de grupo, totalizando las primeras diez fechas. En las seis fechas siguientes, conocidas como intergrupos, cada equipo jugará como local ante tres equipos del grupo contrario, jugando como visitante contra los otros tres equipos del grupo contrario.
El orden de los grupos fue decidido según su posición en la temporada anterior, dividiéndose entre pares e impares. Respecto al torneo anterior, se invirtió la posición de los grupos para Comunicaciones y Municipal, siendo cabezas de serie de los grupos B y A, respectivamente. 
| Equipo           | Clasificado como                                               |
| Grupo A          | Grupo A                                                        |
| ---------------- | -------------------------------------------------------------- |
| Comunicaciones   | 1.° Clasificado de la tabla acumulada de la Temporada 2022−23  |
| Xelajú MC        | 3.° Clasificado de la tabla acumulada de la Temporada 2022−23  |
| Cobán Imperial   | 5.° Clasificado de la tabla acumulada de la Temporada 2022−23  |
| Xinabajul Huehue | 7.° Clasificado de la tabla acumulada de la Temporada 2022−23  |
| Malacateco       | 9.° Clasificado de la tabla acumulada de la Temporada 2022−23  |
| Coatepeque       | Recién ascendido                                               |
| Grupo B          |                                                                |
| Municipal        | 2.° Clasificado de la tabla acumulada de la Temporada 2022−23  |
| Antigua GFC      | 4.° Clasificado de la tabla acumulada de la Temporada 2022−23  |
| Guastatoya       | 6.° Clasificado de la tabla acumulada de la Temporada 2022−23  |
| Achuapa          | 8.° Clasificado de la tabla acumulada de la Temporada 2022−23  |
| Mixco            | 10.° Clasificado de la tabla acumulada de la Temporada 2022−23 |
| Zacapa           | Recién ascendido                                               |

## Fase de clasificación

### Tabla general
| Pos. | Equipos          | Pts. | PJ | G  | E | P  | GF | GC | Dif. | Clasificación |
| ---- | ---------------- | ---- | -- | -- | - | -- | -- | -- | ---- | ------------- |
| 1    | Municipal        | 32   | 16 | 10 | 2 | 4  | 29 | 14 | +15  | Fase final    |
| 2    | Antigua GFC      | 32   | 16 | 10 | 2 | 4  | 25 | 12 | +13  | Fase final    |
| 3    | Mixco            | 27   | 16 | 8  | 3 | 5  | 18 | 10 | +8   | Fase final    |
| 4    | Cobán Imperial   | 27   | 16 | 7  | 6 | 3  | 29 | 22 | +7   | Fase final    |
| 5    | Comunicaciones   | 23   | 16 | 6  | 5 | 5  | 16 | 17 | -1   | Fase final    |
| 6    | Achuapa          | 22   | 16 | 7  | 1 | 8  | 17 | 20 | -3   | Fase final    |
| 7    | Xinabajul Huehue | 21   | 16 | 5  | 6 | 5  | 19 | 19 | 0    | Fase final    |
| 8    | Malacateco       | 21   | 16 | 6  | 3 | 7  | 21 | 26 | -5   | Fase final    |
| 9    | Xelajú MC        | 20   | 16 | 5  | 5 | 6  | 14 | 15 | -1   |               |
| 10   | Guastatoya       | 18   | 16 | 4  | 6 | 6  | 21 | 23 | -2   |               |
| 11   | Zacapa           | 11   | 16 | 2  | 5 | 9  | 12 | 25 | -13  |               |
| 12   | Coatepeque       | 11   | 16 | 3  | 2 | 11 | 13 | 31 | -18  |               |

Actualizado a los partidos jugados el 22 de abril de 2024
Fuente: Guatefutbol

### Resultados
| Local \ Visitante | ACH | ANT | COA | COB | COM | GST | MAL | MIX | MUN | XEL | XIN | ZAC |
| ----------------- | --- | --- | --- | --- | --- | --- | --- | --- | --- | --- | --- | --- |
| Achuapa           | —   | 0–2 |     | 1–2 |     | 0–1 | 2–0 | 1–0 | 2–0 |     | 2–0 | 2–1 |
| Antigua GFC       | 2–0 | —   | 4–0 |     | 3–0 | 3–0 |     | 2–0 | 1–0 | 1–0 |     | 1–0 |
| Coatepeque        | 1–0 |     | —   | 1–3 | 0–1 |     | 1–2 | 2–1 | 0–4 | 2–1 | 1–1 |     |
| Cobán Imperial    |     | 1–1 | 3–1 | —   | 3–0 | 3–3 | 4–2 |     |     | 3–0 | 2–5 | 1–0 |
| Comunicaciones    | 1–3 |     | 2–0 | 1–1 | —   |     | 4–2 | 0–1 | 0–0 | 0–0 | 3–0 |     |
| Guastatoya        | 1–1 | 2–1 | 0–0 |     | 2–0 | —   |     | 0–0 | 0–1 | 1–1 |     | 6–0 |
| Malacateco        |     | 2–2 | 3–2 | 3–0 | 0–1 | 1–0 | —   |     |     | 1–0 | 1–1 | 2–1 |
| Deportivo Mixco   | 1–0 | 2–0 |     | 0–0 |     | 2–1 | 0–0 | —   | 3–1 |     | 2–0 | 3–1 |
| Municipal         | 4–1 | 3–1 |     | 2–1 |     | 5–1 | 3–0 | 0–3 | —   |     | 1–0 | 3–1 |
| Xelajú MC         | 4–1 |     | 2–1 | 0–0 | 0–1 |     | 2–1 | 1–0 | 0–2 | —   | 2–0 |     |
| Xinabajul Huehue  |     | 2–0 | 2–1 | 2–2 | 0–0 | 3–1 | 3–1 |     |     | 0–0 | —   | 0–0 |
| Zacapa            | 0–1 | 0–1 | 2–0 |     | 2–2 | 2–2 | 1–2 | 1–0 | 0–0 | 1–1 |     | —   |

## Fechas
| Fecha 1        | Fecha 1   | Fecha 1          | Fecha 1                | Fecha 1         |
| Local          | Resultado | Visitante        | Estadio                | Transmisión     |
| -------------- | --------- | ---------------- | ---------------------- | --------------- |
| Antigua GFC    | 2-0       | Achuapa          | Pensativo              | Logo-tigosports |
| Municipal      | 5-1       | Guastatoya       | Manuel Felipe Carrera  | Logo-tigosports |
| Comunicaciones | 3-0       | Xinabajul Huehue | Doroteo Guamuch Flores | Logo-tigosports |
| Malacateco     | 1-0       | Xelajú MC        | Santa Lucía            |                 |
| Zacapa         | 1-0       | Mixco            | David Ordóñez Bardales |                 |
| Coatepeque     | 1-3       | Cobán Imperial   | Israel Barrios         | Facebook Live   |

| Fecha 2          | Fecha 2   | Fecha 2        | Fecha 2             | Fecha 2         |
| Local            | Resultado | Visitante      | Estadio             | Transmisión     |
| ---------------- | --------- | -------------- | ------------------- | --------------- |
| Guastatoya       | 6-0       | Zacapa         | David Cordón Hichos |                 |
| Cobán Imperial   | 4-2       | Malacateco     | José Ángel Rossi    | Logo-tigosports |
| Xelajú MC        | 0-1       | Comunicaciones | Mario Camposeco     | Logo-tigosports |
| Mixco            | 2-0       | Antigua GFC    | Santo Domingo       |                 |
| Achuapa          | 2-0       | Municipal      | Winston Pineda      |                 |
| Xinabajul Huehue | 2-1       | Coatepeque     | Los Cuchumatanes    | Logo-tigosports |

| Fecha 3        | Fecha 3   | Fecha 3          | Fecha 3                | Fecha 3         |
| Local          | Resultado | Visitante        | Estadio                | Transmisión     |
| -------------- | --------- | ---------------- | ---------------------- | --------------- |
| Municipal      | 3-1       | Antigua GFC      | Manuel Felipe Carrera  | Logo-tigosports |
| Guastatoya     | 0-0       | Mixco            | David Cordón Hichos    |                 |
| Zacapa         | 0-1       | Achuapa          | David Ordóñez Bardales |                 |
| Comunicaciones | 1-1       | Cobán Imperial   | Doroteo Guamuch Flores | Logo-tigosports |
| Xelajú MC      | 2-0       | Xinabajul Huehue | Mario Camposeco        | Logo-tigosports |
| Malacateco     | 3-2       | Coatepeque       | Santa Lucía            |                 |

| Fecha 4        | Fecha 4   | Fecha 4          | Fecha 4               | Fecha 4         |
| Local          | Resultado | Visitante        | Estadio               | Transmisión     |
| -------------- | --------- | ---------------- | --------------------- | --------------- |
| Municipal      | 0-3       | Mixco            | Manuel Felipe Carrera | Logo-tigosports |
| Antigua GFC    | 1-0       | Zacapa           | Pensativo             | Logo-tigosports |
| Cobán Imperial | 3-0       | Xelajú MC        | José Ángel Rossi      | Logo-tigosports |
| Achuapa        | 0-1       | Guastatoya       | Winston Pineda        |                 |
| Malacateco     | 1-1       | Xinabajul Huehue | Santa Lucía           |                 |
| Coatepeque     | 0-1       | Comunicaciones   | Israel Barrios        | Facebook Live   |

| Fecha 5          | Fecha 5   | Fecha 5        | Fecha 5                | Fecha 5         |
| Local            | Resultado | Visitante      | Estadio                | Transmisión     |
| ---------------- | --------- | -------------- | ---------------------- | --------------- |
| Mixco            | 1-0       | Achuapa        | Santo Domingo          |                 |
| Comunicaciones   | 4-2       | Malacateco     | Doroteo Guamuch Flores | Logo-tigosports |
| Zacapa           | 0-0       | Municipal      | David Ordóñez Bardales |                 |
| Guastatoya       | 2-1       | Antigua GFC    | David Cordón Hichos    |                 |
| Xinabajul Huehue | 2-2       | Cobán Imperial | Los Cuchumatanes       | Logo-tigosports |
| Xelajú MC        | 2-1       | Coatepeque     | Mario Camposeco        | Logo-tigosports |

| Fecha 6          | Fecha 6   | Fecha 6        | Fecha 6                | Fecha 6         |
| Local            | Resultado | Visitante      | Estadio                | Transmisión     |
| ---------------- | --------- | -------------- | ---------------------- | --------------- |
| Mixco            | 3-1       | Zacapa         | David Ordóñez Bardales |                 |
| Cobán Imperial   | 3-1       | Coatepeque     | José Ángel Rossi       | Logo-tigosports |
| Xelajú MC        | 2-1       | Malacateco     | Mario Camposeco        | Logo-tigosports |
| Achuapa          | 0-2       | Antigua GFC    | Winston Pineda         |                 |
| Guastatoya       | 0-1       | Municipal      | David Cordón Hichos    |                 |
| Xinabajul Huehue | 0-0       | Comunicaciones | Los Cuchumatanes       | Logo-tigosports |

## Estadísticas individuales
| N.                      | Jugador               | Goles | Minutos | MPG    | Equipo           |
| ----------------------- | --------------------- | ----- | ------- | ------ | ---------------- |
|                         | Diego Casas           | 9     | 1129    | 125:26 | Cobán Imperial   |
| 2                       | Matías Rotondi        | 9     | 1292    | 143:33 | Municipal        |
| 3                       | Tomás Agustín Pizarro | 5     | 953     | 190:36 | Xinabajul Huehue |
| 4                       | Erick Lemus           | 5     | 994     | 198:48 | Achuapa          |
| 5                       | Ángel López           | 5     | 1006    |        | Malacateco       |
| Fuente: Guatefutbol.com |                       |       |         |        |                  |

| N.                      | Jugador          | Promedio | GC | JJ    | MJ   | %      | Equipo         |
| ----------------------- | ---------------- | -------- | -- | ----- | ---- | ------ | -------------- |
|                         | Kevin Moscoso    | 0.64     | 9  | 14.00 | 1260 | 87.50  | Mixco          |
| 2                       | Alejandro Medina | 0.69     | 11 | 16.00 | 1440 | 100.00 | Municipal      |
| 3                       | Braulio Linares  | 0.71     | 10 | 14.00 | 1260 | 87.50  | Antigua GFC    |
| 4                       | José Calderón    | 0.94     | 15 | 16.00 | 1440 | 100.00 | Xelajú MC      |
| 5                       | Fredy Pérez      | 0.95     | 11 | 11.52 | 1037 | 72.01  | Comunicaciones |
| Fuente: Guatefutbol.com |                  |          |    |       |      |        |                |

## Fase final

### Cuadro
|  | Cuartos de final 24 y 25 de abril (ida) 27 y 28 de abril (vuelta) | Cuartos de final 24 y 25 de abril (ida) 27 y 28 de abril (vuelta) | Cuartos de final 24 y 25 de abril (ida) 27 y 28 de abril (vuelta) | Cuartos de final 24 y 25 de abril (ida) 27 y 28 de abril (vuelta) | Cuartos de final 24 y 25 de abril (ida) 27 y 28 de abril (vuelta) |   |                | Semifinales 1 y 2 de mayo (ida) 4 y 5 de mayo (vuelta) | Semifinales 1 y 2 de mayo (ida) 4 y 5 de mayo (vuelta) | Semifinales 1 y 2 de mayo (ida) 4 y 5 de mayo (vuelta) | Semifinales 1 y 2 de mayo (ida) 4 y 5 de mayo (vuelta) | Semifinales 1 y 2 de mayo (ida) 4 y 5 de mayo (vuelta) |  |       | Finales 11 de mayo (ida) 19 de mayo (vuelta) | Finales 11 de mayo (ida) 19 de mayo (vuelta) | Finales 11 de mayo (ida) 19 de mayo (vuelta) | Finales 11 de mayo (ida) 19 de mayo (vuelta) | Finales 11 de mayo (ida) 19 de mayo (vuelta) |  |
|  |                                                                   |                                                                   |                                                                   |                                                                   |                                                                   |   |                |                                                        |                                                        |                                                        |                                                        |                                                        |  |       |                                              |                                              |                                              |                                              |                                              |  |
|  |                                                                   |                                                                   |                                                                   |                                                                   |                                                                   |   |                |                                                        |                                                        |                                                        |                                                        |                                                        |  |       |                                              |                                              |                                              |                                              |                                              |  |
|  | Mixco                                                             | Mixco                                                             | 2                                                                 | 2                                                                 | 4                                                                 |   |                |                                                        |                                                        |                                                        |                                                        |                                                        |  |       |                                              |                                              |                                              |                                              |                                              |  |
|  | Mixco                                                             | Mixco                                                             | 2                                                                 | 2                                                                 | 4                                                                 |   |                |                                                        |                                                        |                                                        |                                                        |                                                        |  |       |                                              |                                              |                                              |                                              |                                              |  |
|  | Achuapa                                                           | Achuapa                                                           | 0                                                                 | 1                                                                 | 1                                                                 |   |                |                                                        |                                                        |                                                        |                                                        |                                                        |  |       |                                              |                                              |                                              |                                              |                                              |  |
|  | Achuapa                                                           | Achuapa                                                           | 0                                                                 | 1                                                                 | 1                                                                 |   | Mixco          | Mixco                                                  | 1                                                      | 0                                                      | 1 (4)                                                  |                                                        |  |       |                                              |                                              |                                              |                                              |                                              |  |
|  |                                                                   |                                                                   |                                                                   |                                                                   |                                                                   |   | Mixco          | Mixco                                                  | 1                                                      | 0                                                      | 1 (4)                                                  |                                                        |  |       |                                              |                                              |                                              |                                              |                                              |  |
|  |                                                                   |                                                                   | Antigua GFC                                                       | Antigua GFC                                                       | 0                                                                 | 1 | 1 (2)          |                                                        |                                                        |                                                        |                                                        |                                                        |  |       |                                              |                                              |                                              |                                              |                                              |  |
|  | Antigua GFC                                                       | Antigua GFC                                                       | Antigua GFC                                                       | Antigua GFC                                                       | 0                                                                 | 1 | 1 (2)          | 1                                                      | 2                                                      | 3                                                      |                                                        |                                                        |  |       |                                              |                                              |                                              |                                              |                                              |  |
|  | Antigua GFC                                                       | Antigua GFC                                                       |                                                                   |                                                                   |                                                                   |   |                |                                                        |                                                        | 3                                                      |                                                        |                                                        |  |       |                                              |                                              |                                              |                                              |                                              |  |
|  | Xinabajul Huehue                                                  | Xinabajul Huehue                                                  | 0                                                                 | 1                                                                 | 1                                                                 |   |                |                                                        |                                                        |                                                        |                                                        |                                                        |  |       |                                              |                                              |                                              |                                              |                                              |  |
|  | Xinabajul Huehue                                                  | Xinabajul Huehue                                                  | 0                                                                 | 1                                                                 | 1                                                                 |   |                |                                                        |                                                        |                                                        |                                                        |                                                        |  | Mixco | Mixco                                        | 0                                            | 0                                            | 0                                            |                                              |  |
|  |                                                                   |                                                                   |                                                                   |                                                                   |                                                                   |   |                |                                                        |                                                        |                                                        |                                                        |                                                        |  | Mixco | Mixco                                        | 0                                            | 0                                            | 0                                            |                                              |  |
|  |                                                                   |                                                                   | Municipal                                                         | Municipal                                                         | 0                                                                 | 2 | 2              |                                                        |                                                        |                                                        |                                                        |                                                        |  |       |                                              |                                              |                                              |                                              |                                              |  |
|  | Comunicaciones                                                    | Comunicaciones                                                    | Municipal                                                         | Municipal                                                         | 0                                                                 | 2 | 2              | 1                                                      | 2                                                      | 3                                                      |                                                        |                                                        |  |       |                                              |                                              |                                              |                                              |                                              |  |
|  | Comunicaciones                                                    | Comunicaciones                                                    |                                                                   |                                                                   |                                                                   |   |                |                                                        |                                                        | 3                                                      |                                                        |                                                        |  |       |                                              |                                              |                                              |                                              |                                              |  |
|  | Cobán Imperial                                                    | Cobán Imperial                                                    | 0                                                                 | 0                                                                 | 0                                                                 |   |                |                                                        |                                                        |                                                        |                                                        |                                                        |  |       |                                              |                                              |                                              |                                              |                                              |  |
|  | Cobán Imperial                                                    | Cobán Imperial                                                    | 0                                                                 | 0                                                                 | 0                                                                 |   | Comunicaciones | Comunicaciones                                         | 0                                                      | 0                                                      | 0                                                      |                                                        |  |       |                                              |                                              |                                              |                                              |                                              |  |
|  |                                                                   |                                                                   |                                                                   |                                                                   |                                                                   |   | Comunicaciones | Comunicaciones                                         | 0                                                      | 0                                                      | 0                                                      |                                                        |  |       |                                              |                                              |                                              |                                              |                                              |  |
|  |                                                                   |                                                                   | Municipal                                                         | Municipal                                                         | 0                                                                 | 3 | 3              |                                                        |                                                        |                                                        |                                                        |                                                        |  |       |                                              |                                              |                                              |                                              |                                              |  |
|  | Municipal                                                         | Municipal                                                         | Municipal                                                         | Municipal                                                         | 0                                                                 | 3 | 3              | 2                                                      | 4                                                      | 6                                                      |                                                        |                                                        |  |       |                                              |                                              |                                              |                                              |                                              |  |
|  | Municipal                                                         | Municipal                                                         |                                                                   |                                                                   |                                                                   |   |                |                                                        |                                                        | 6                                                      |                                                        |                                                        |  |       |                                              |                                              |                                              |                                              |                                              |  |
|  | Malacateco                                                        | Malacateco                                                        | 3                                                                 | 0                                                                 | 3                                                                 |   |                |                                                        |                                                        |                                                        |                                                        |                                                        |  |       |                                              |                                              |                                              |                                              |                                              |  |
|  | Malacateco                                                        | Malacateco                                                        | 3                                                                 | 0                                                                 | 3                                                                 |   |                |                                                        |                                                        |                                                        |                                                        |                                                        |  |       |                                              |                                              |                                              |                                              |                                              |  |
|  |                                                                   |                                                                   |                                                                   |                                                                   |                                                                   |   |                |                                                        |                                                        |                                                        |                                                        |                                                        |  |       |                                              |                                              |                                              |                                              |                                              |  |

### Cuartos de final

#### Municipal - Malacateco
| 25 de abril de 2024 | Malacateco                                           | 3-2     | Municipal                                            | Estadio Santa Lucía, Malacatán |                               |
| 18:00 (UTC-6)       | Pedro Báez 8' · Edgardo Fariña 11' · Ángel López 48' | Reporte | César Eduardo Archila 82' · José Carlos Martínez 88' | Árbitro(s): Cristhofer Corado  | Árbitro(s): Cristhofer Corado |

| 28 de abril de 2024 | Municipal                                          | 4-0 (Global 6-3) | Malacateco | Estadio Manuel Felipe Carrera, Ciudad de Guatemala |                           |
| 14:30 (UTC-6)       | Ramiro Rocca 5' 56' · José Carlos Martínez 10' 26' | Reporte          |            | Árbitro(s): Mario Escobar                          | Árbitro(s): Mario Escobar |

#### Antigua GFC - Xinabajul Huehue
| 25 de abril de 2024 | Xinabajul Huehue | 0-1     | Antigua GFC    | Estadio Los Cuchumatanes, Huehuetenango, Huehuetenango |                             |
| 20:15 (UTC-6)       |                  | Reporte | José Ardón 76' | Árbitro(s): Ignacio Fuentes                            | Árbitro(s): Ignacio Fuentes |

| 28 de abril de 2024 | Antigua GFC                                     | 2-1 (Global 3-1) | Xinabajul Huehue  | Estadio Pensativo, Antigua Guatemala, Sacatepéquez |                          |
| 18:00 (UTC-6)       | Mathius Gaitán 20'(a.g.) · Romario Da Silva 56' | Reporte          | Tomás Pizarro 68' | Árbitro(s): Walter López                           | Árbitro(s): Walter López |

#### Mixco - Achuapa
| 24 de abril de 2024 | Achuapa | 0-2     | Mixco                                     | Estadio Winston Pineda, El Cóndor, Jutiapa |                                 |
| 15:00 (UTC-6)       |         | Reporte | Darwin Moscoso 11' · Roque Caballeros 44' | Árbitro(s): Diego Ojer González            | Árbitro(s): Diego Ojer González |

| 27 de abril de 2024 | Mixco                     | 2-1 (Global 4-1) | Achuapa         | Estadio Santo Domingo, Mixco, Guatemala      |                                              |
| 15:00 (UTC-6)       | Yonathan Pozuelos 26' 37' | Reporte          | Erick Lemus 58' | Árbitro(s): Julio César de Jesús Luna Guzmán | Árbitro(s): Julio César de Jesús Luna Guzmán |

#### Cobán Imperial - Comunicaciones
| 24 de abril de 2024 | Comunicaciones    | 1-0     | Cobán Imperial | Estadio Cementos Progreso, Ciudad de Guatemala, Guatemala |                          |
| 20:00 (UTC-6)       | Juan Anangonó 13' | Reporte |                | Árbitro(s): Luis Escobar                                  | Árbitro(s): Luis Escobar |

| 27 de abril de 2024 | Cobán Imperial | 0-2 (Global 3-0) | Comunicaciones                                 | Estadio José Ángel Rossi, Cobán, Alta Verapáz |                          |
| 12:00 (UTC-6)       |                | Reporte          | Juan Anangonó 48' · Antonio de Jesús López 86' | Árbitro(s): Sergio Reyna                      | Árbitro(s): Sergio Reyna |

### Semifinales

#### Mixco - Antigua GFC
| 01 de mayo de 2024 | Mixco               | 1-0     | Antigua GFC | Estadio Santo Domingo, Mixco, Guatemala |                               |
| 15:00 (UTC-6)      | Roque Caballero 41' | Reporte |             | Árbitro(s): Cristhofer Corado           | Árbitro(s): Cristhofer Corado |

| 04 de mayo de 2024 | Antigua GFC                                                           | 1-0 (2-4 p.)(Global 1-1)   | Mixco                                                                                 | Estadio Pensativo, Antigua Guatemala, Sacatepéquez |                        |
| 20:00 (UTC-6)      | José Gálvez 54'                                                       | Reporte                    |                                                                                       | Árbitro(s): Julio Luna                             | Árbitro(s): Julio Luna |
|                    |                                                                       | Tiros desde el punto penal |                                                                                       |                                                    |                        |
|                    | Cristián Hernández · Dewinder Bradley · Romario Da Silva · José Ardón |                            | Francisco Cavallo · Mario Hernández · Jeshua Urizar · Allen Yanes · Yonathan Pozuelos |                                                    |                        |

#### Comunicaciones - Municipal
| 02 de mayo de 2024 | Comunicaciones | 0-0     | Municipal | Estadio Cementos Progreso, Ciudad de Guatemala, Guatemala |                          |
| 20:00 (UTC-6)      |                | Reporte |           | Árbitro(s): Sergio Reyna                                  | Árbitro(s): Sergio Reyna |

| 05 de mayo de 2024 | Municipal                                                    | 3-0 (Global 3-0) | Comunicaciones | Estadio Manuel Felipe Carrera, Ciudad de Guatemala, Guatemala |                          |
| 14:30 (UTC-6)      | Ramiro Rocca 9' · José Carlos Martínez 46' · Pedro Altán 85' | Reporte          |                | Árbitro(s): Walter López                                      | Árbitro(s): Walter López |

### Finales

#### Mixco - Municipal
| 11 de mayo de 2024 | Mixco | 0-0     | Municipal | Estadio Santo Domingo, Mixco, Guatemala |                          |
| 15:00 (UTC-6)      |       | Reporte |           | Árbitro(s): Sergio Reyna                | Árbitro(s): Sergio Reyna |

| 19 de mayo de 2024 | Municipal                                     | 2-0     | Mixco | Estadio Manuel Felipe Carrera, Ciudad de Guatemala, Guatemala |                          |
| 14:30 (UTC-6)      | José Carlos Martínez 58' · Matías Rotondi 82' | Reporte |       | Árbitro(s): Walter López                                      | Árbitro(s): Walter López |

| Campeón                                                            |
| Municipal                                                          |
| 32.° Título Clasificado a la Copa Centroamericana de Concacaf 2024 |

## Tabla acumulada

### Tabla
| Pos. | Equipos             | Pts. | PJ | G  | E  | P  | GF | GC | Dif. | Clasificación             |
| ---- | ------------------- | ---- | -- | -- | -- | -- | -- | -- | ---- | ------------------------- |
| 1    | Municipal (CC)      | 60   | 32 | 18 | 6  | 8  | 56 | 31 | 25   | Copa Centroamericana 2024 |
| 2    | Antigua GFC         | 60   | 32 | 18 | 6  | 8  | 49 | 31 | 18   | Copa Centroamericana 2024 |
| 3    | Achuapa             | 52   | 32 | 16 | 4  | 12 | 44 | 43 | 1    |                           |
| 4    | Comunicaciones (CA) | 49   | 32 | 13 | 10 | 9  | 43 | 37 | 6    | Copa Centroamericana 2024 |
| 5    | Mixco               | 46   | 32 | 13 | 7  | 12 | 33 | 30 | 3    |                           |
| 6    | Cobán Imperial      | 45   | 32 | 11 | 12 | 9  | 48 | 47 | 1    |                           |
| 7    | Malacateco          | 45   | 32 | 13 | 6  | 13 | 45 | 50 | -5   |                           |
| 8    | Guastatoya          | 41   | 32 | 11 | 8  | 13 | 42 | 39 | 3    |                           |
| 9    | Xelajú MC           | 39   | 32 | 10 | 9  | 13 | 24 | 28 | -4   |                           |
| 10   | Xinabajul Huehue    | 37   | 32 | 8  | 13 | 11 | 37 | 44 | -7   |                           |
| 11   | Zacapa              | 33   | 32 | 9  | 6  | 17 | 34 | 45 | -11  | Primera División 2024-25  |
| 12   | Coatepeque          | 22   | 32 | 5  | 7  | 20 | 25 | 55 | -30  | Primera División 2024-25  |

Actualizado a los partidos jugados el 22 de abril de 2024
Fuente: Guatefutbol

#### Descendidos
| 660px_eleven_vertical_stripes_HEX-000000_HEX-FF0000 | 660px_eleven_vertical_stripes_HEX-000000_HEX-FF0000 |
| Coatepeque                                          | Zacapa                                              |
| Descendido el 24/03/2024                            | Descendido el 21/04/2024                            |

#### Clasificados a competencias internacionales

##### Copa Centroamericana de Concacaf 2024
| 660px_eleven_vertical_stripes_HEX-000000_HEX-FF0000 |                                  |
| Municipal                                           | Antigua GFC                      |
| Campeón                                             | 2do. lugar de la tabla acumulada |